# Brunettia
Brunettia is een muggengeslacht uit de familie van de motmuggen (Psychodidae).

## Soorten
- B. nitida (Banks, 1901)
- B. sycophanta Quate, 1955